# Limeyrat
Limeyrat (okzitanisch Limeirac) ist eine französische Gemeinde mit 430 Einwohnern (Stand 1. Januar 2022) im Département Dordogne in der Region Nouvelle-Aquitaine (vor 2016 Aquitaine). Sie gehört zum Arrondissement Sarlat-la-Canéda (bis 2017 Périgueux) und zum Kanton Le Haut-Périgord noir. Die Bewohner werden Limeyratois und Limeyratoises genannt.

## Geografie
Limeyrat liegt etwa 25 Kilometer ostsüdöstlich von Périgueux. Umgeben wird Limeyrat von den Nachbargemeinden Montagnac-d’Auberoche im Nordwesten und Norden, Brouchaud im Norden und Nordosten, Ajat im Osten, Fossemagne im Süden sowie Bassillac et Auberoche im Westen und Nordwesten. 

## Bevölkerungsentwicklung
| Jahr                       | 1962 | 1968 | 1975 | 1982 | 1990 | 1999 | 2006 | 2019 |
| Einwohner                  | 371  | 343  | 394  | 408  | 427  | 436  | 441  | 443  |
| Quellen: Cassini und INSEE |      |      |      |      |      |      |      |      |

## Verkehr
Limeyrat liegt an der Bahnstrecke Coutras–Tulle und wird im Regionalverkehr mit TER-Zügen bedient.
Durch die Gemeinde führt die Autoroute A89. 

## Sehenswürdigkeiten
- Kirche Saint-Hilaire aus dem 12. Jahrhundert, Umbauten  aus dem 16. Jahrhundert, der Chor ist seit 1903 als Monument historique klassifiziert, der Rest der Kirche seit 2006 eingeschrieben
- Dolmen Peyre Levade, seit 1980 als Monument historique eingeschrieben
- Kapelle La Pinolie aus dem 17. Jahrhundert
- Schloss L’Étang aus dem 19. Jahrhundert

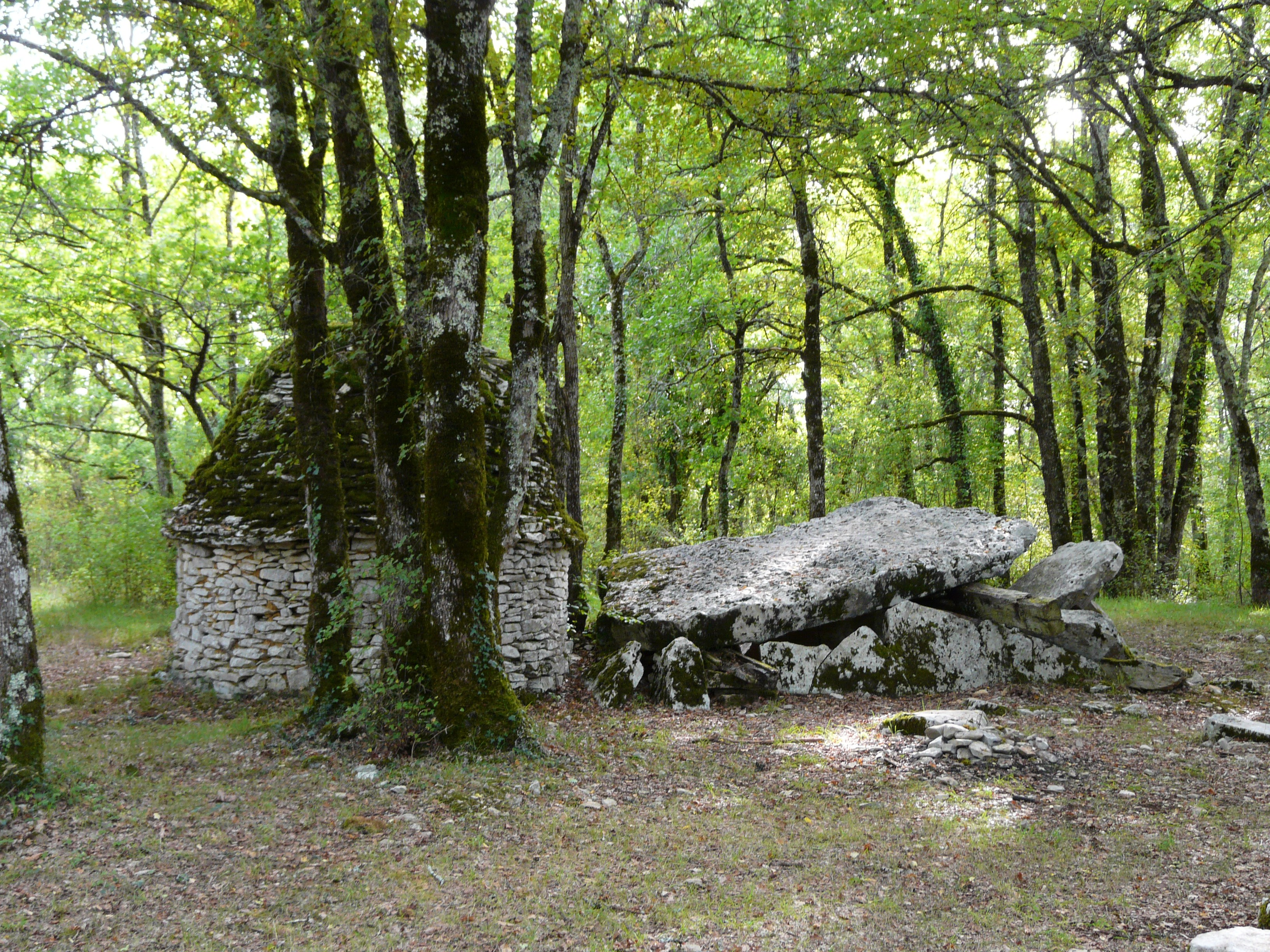
Dolmen Peyre Levade
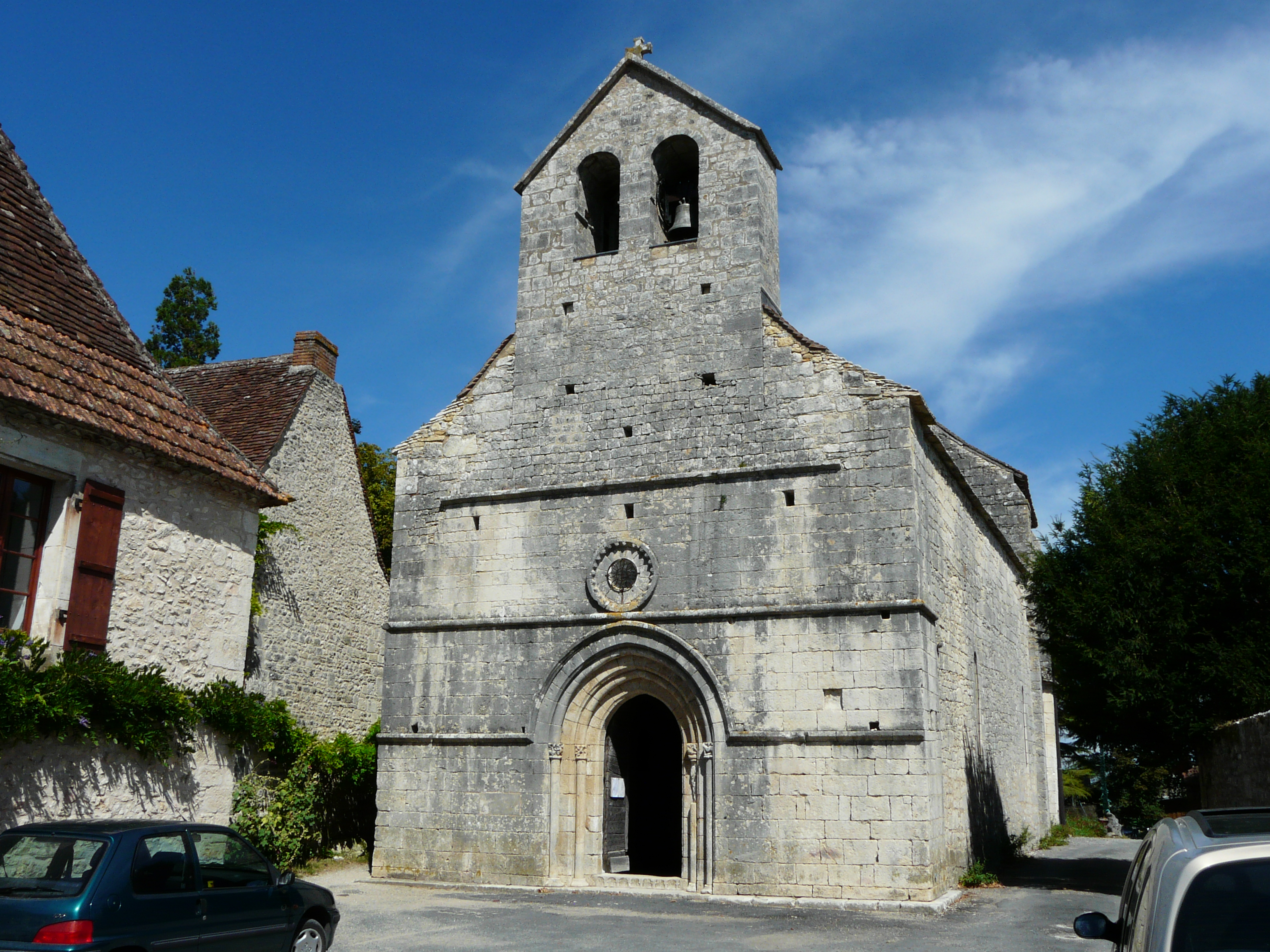
Kirche Saint-Hilaire
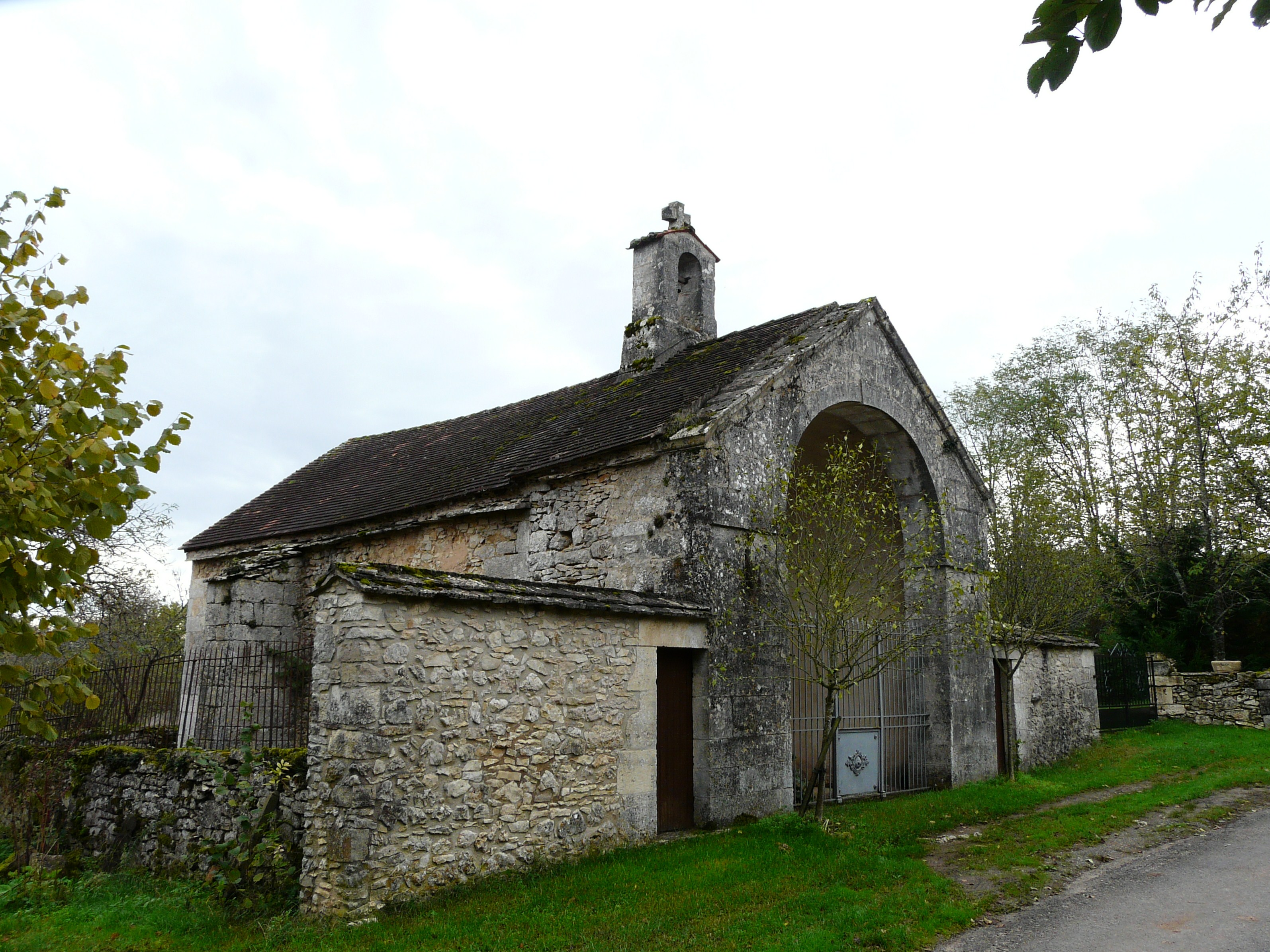
Kapelle La Pinolie
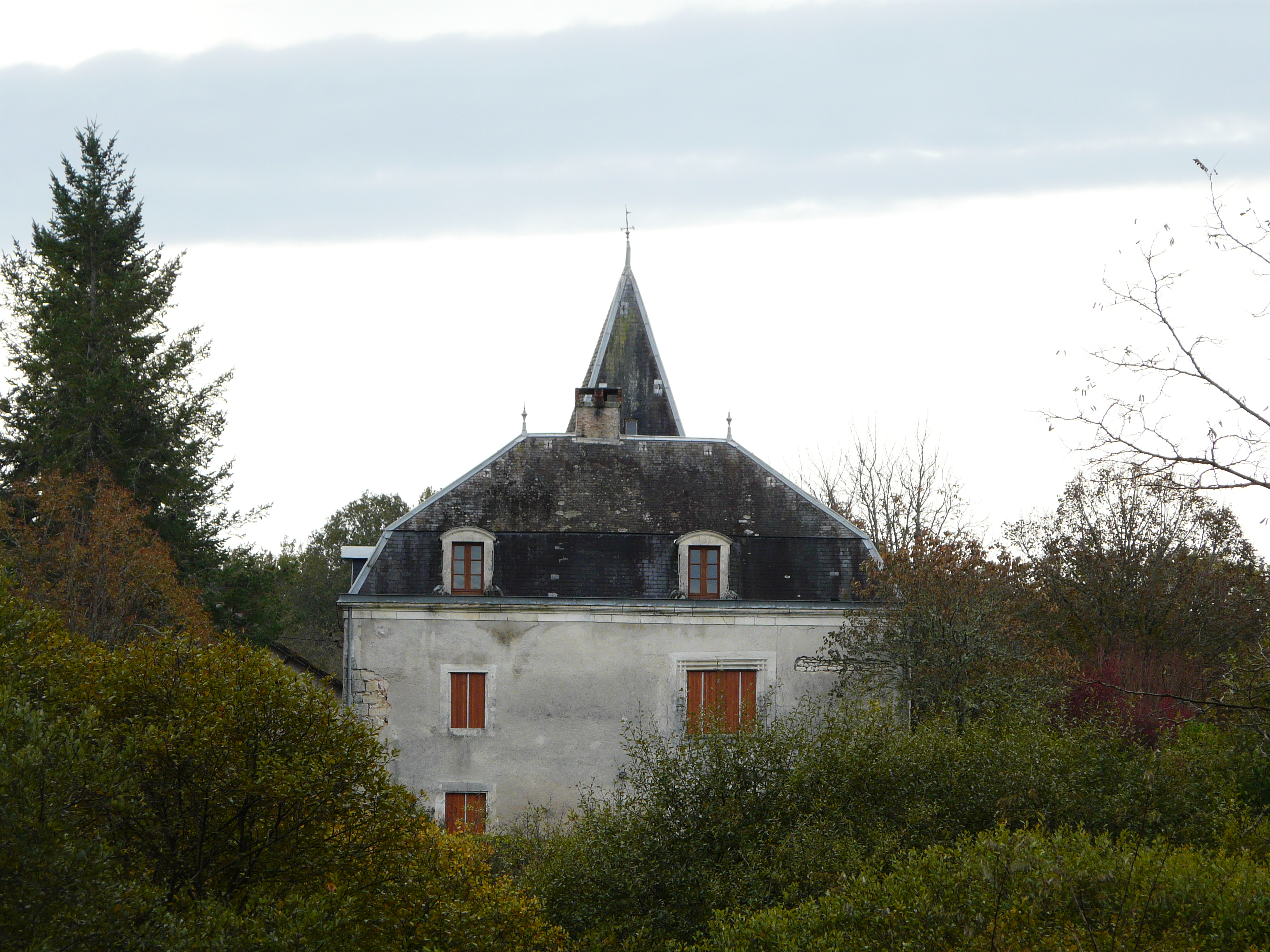
Schloss L’Étang